# Andy Gill

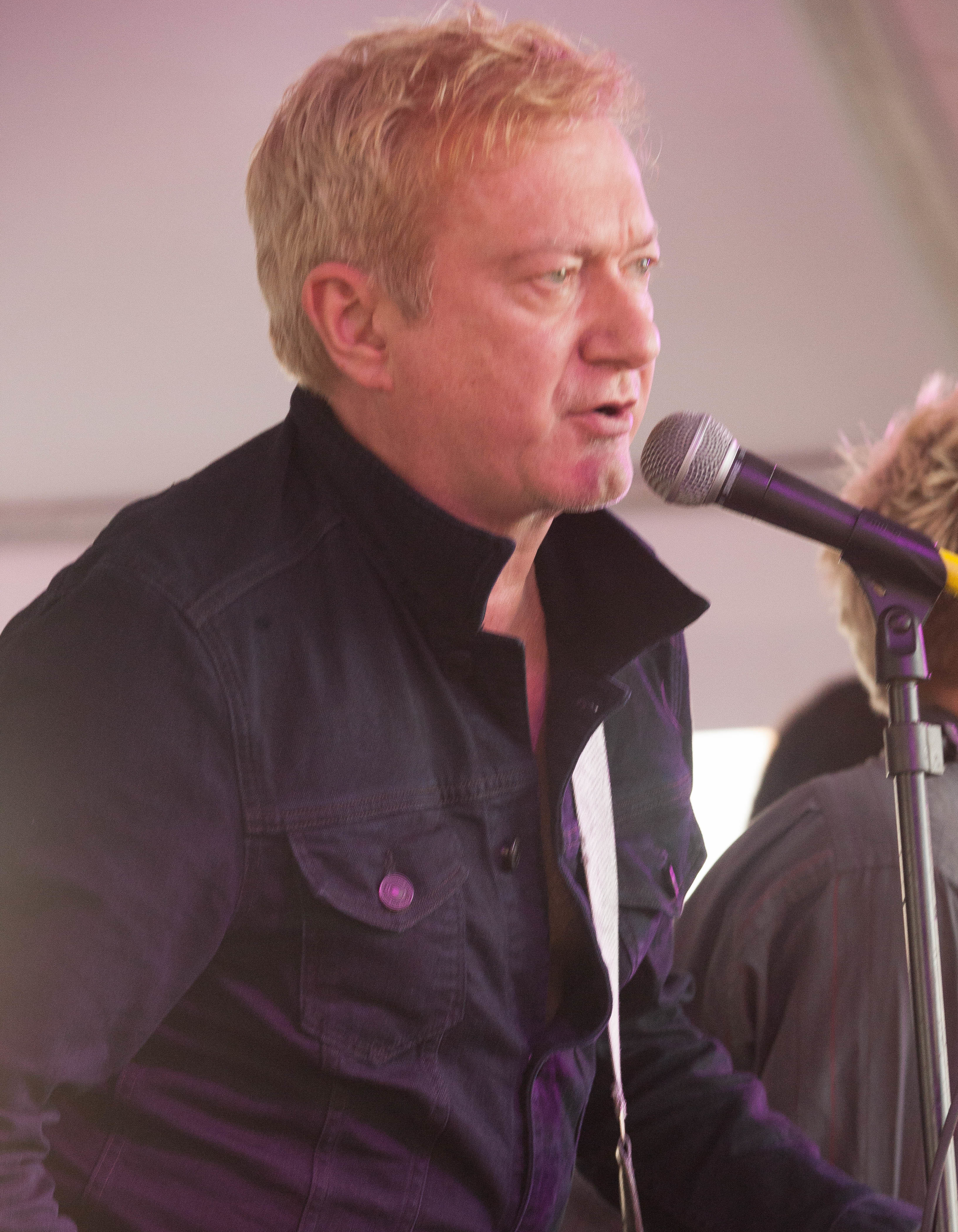
Andy Gill (2015)

Andrew James Dalrymple „Andy“ Gill (1. Januar 1956 in Manchester – 1. Februar 2020) war ein britischer Musiker und Musikproduzent. Er war der Leadgitarrist der britischen Rockband Gang of Four, die er 1976 mitbegründete. Auf Musikalben wie Entertainment! (1979) und Solid Gold (1981) und Hit-Singles wie, At Home He’s a Tourist, Damaged Goods, Anthrax, What We All Want und I Love a Man in a Uniform, war Gill bekannt für seinen zackigen Gitarrenstil.
Zusätzlich zu seiner Arbeit mit Gang of Four als Gitarrist und Produzent, koproduzierte Gill auch Alben anderer Bands wie die Red Hot Chili Peppers, The Jesus Lizard, The Stranglers, The Futureheads, Michael Hutchence, Killing Joke, Polysics, Fight Like Apes, Therapy? und The Young Knives.

## Leben und Tod
Gill war mit Catherine Mayer, einer Journalistin, verheiratet. Gills Tod wurde von Mitgliedern seiner Band am 1. Februar 2020 offiziell bekannt gegeben. Er wurde 64 Jahre alt. Der Sprecher seiner Band sagte gegenüber der The New York Times, dass die Todesursache Multiples Organversagen und Lungenentzündung sei. Im November 2019 war Gill auf einer Musiktournee in China. Deswegen nimmt man an, dass er ein frühes Opfer der COVID-19-Pandemie wurde.

## Diskografie
Als Musiker und Produzent mit Gang of Four
- Gang of Four – Entertainment! (1979)
- Gang of Four – Another Day/Another Dollar (1982)
- Gang of Four – Mall (1991)
- Gang of Four – Content (2011)
- Gang of Four – What Happens Next (2015)
- Gang of Four – Gang of Four Live in Boston (2018)
- Gang of Four – Happy Now (2019)
- Gang of Four – This Heaven Gives Me Migraine (2020)
- Gang of Four – Anti Hero (2020)

Solo
- Dispossession, 12-inch single (1987), Survival

Als Produzent
- Red Hot Chili Peppers – The Red Hot Chili Peppers (1984)
- The Balancing Act – Curtains (1988)
- The Jesus Lizard – Blue (1998)
- Bis – Social Dancing (1999)
- The Mark of Cain – This is This... (2001, co-produced with Phil McKellar)
- Killing Joke – Killing Joke (2003)
- The Futureheads – The Futureheads (2004)
- Young Knives – Voices of Animals and Men (2006)
- Therapy? – Crooked Timber (2009)
- Fight Like Apes – The Body of Christ and the Legs of Tina Turner (2010)